# Enstrom F-28
Enstrom F-28  — лёгкий вертолет. Разработал конструктор Руди Энстром. Получил первый лётный сертификат в США в 1965 году. Кабина  трехместная, с общим сиденьем для летчиков и пассажиров. Выпускается по настоящее время.

## Применялся в странах

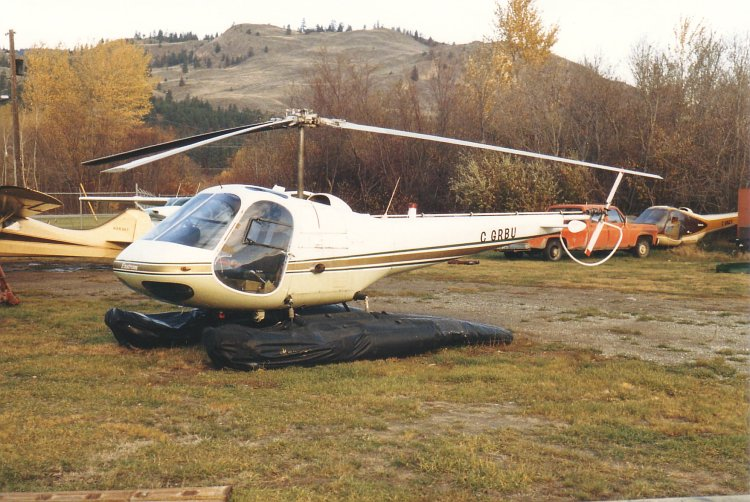
Enstrom F-28C на надувных поплавках, 1986

- Китайская Республика
- Колумбия
- Перу
- США
- Индонезия
- Таиланд

## ЛТХ
- Длина:  (8,91 м м)
- Высота: (2.74 м)
- Пустой вес: (712 кг)
- Полезная нагрузка: (467 кг)
- Максимальная скорость:  ( 180 км / ч)
- Дальность полёта:  ( 446 км)
- Вместимость: 1 пилот + 2 пассажира
- Силовая установка: поршневой двигатель,различные типы,мощность до 250 л.с.

## Аварии и катастрофы
| 1 | 22.10.1986 | Вертолет Новостей WNBC       | Гудзон, Нью-Йорк.                                                             | 1/2 | В результате падение вертолета в воду, Люди находились в ловушке 10-15 минут. Погибла по дороге в больницу Джейн Дорнакер. Пилот Билл Пейт получил тяжелые ранения, но выжил.. | № пп | Дата | Бортовой номер | Место катастрофы | Жертвы | Краткое описание |
| 2 | 24.02.2016 | Собственник: Физическое лицо | Ленинградская область, в 60 километрах от Санкт-Петербурга у деревни Глобицы. | 1/2 | В результате жесткой посадки пилот вертолета погиб, пассажирка госпитализирована с травмами.                                                                                   |      |      |                |                  |        |                  |